# Recopa Sudamericana
La Recopa Sudamericana (en portugués: Recopa Sul-Americana), llamada oficialmente Conmebol Recopa, es un torneo oficial internacional de fútbol sudamericano que se disputa anualmente, y es organizado por la Conmebol.
Esta competición se realiza todos los años desde 1989, excepto el periodo 1999-2002 que no hubo competición. Se juega anualmente entre el campeón de la Copa Libertadores de América y la Copa Sudamericana, a partidos de ida y vuelta.
El torneo ha sido realizado en 31 ocasiones, en las que 21 equipos han alzado la copa: Boca Juniors es el equipo más exitoso, con cuatro victorias, River Plate es el segundo más ganador con tres trofeos, y São Paulo, Olimpia, Liga de Quito, Internacional, y Grêmio le siguen con dos trofeos cada uno.

## Historia
Anteriormente se había disputado un torneo llamado "Recopa Sudamericana de Clubes" o "Copa Ganadores de Copa", también organizado por la Confederación Sudamericana de Fútbol, donde se enfrentaban equipos los ganadores de las Copas Nacionales. Se lo realizó en 1970 y parcialmente en 1971. Pese al nombre y a que fue organizado por la Conmebol, este torneo no se relaciona en nada con el actual, el formato era distinto; pero ambas competiciones son reconocidas como torneos oficiales por el ente Federativo Sudamericano. Pero para diferenciarla de la actual, a la antecesora se la denomina Copa Ganadores de Copa.
La Recopa Sudamericana se realizó por primera vez en 1989, siendo el primer campeón Nacional de Uruguay que venció a Racing Club.
En sus inicios, en el torneo se enfrentaba al campeón de la Copa Libertadores con el campeón de la Supercopa Sudamericana. Cuando esta fue discontinuada, la Recopa dejó de disputarse por 4 años, hasta que a partir del 2003 hasta la actualidad, el torneo enfrenta a los ganadores de la Copa Libertadores y la Copa Sudamericana.

### Patrocinio
En sus inicios, debido a razones de patrocinio de la compañía Toyota, el trofeo se jugaba a un partido único en Japón; y su nombre oficial era Recopa Toyota Sudamericana.
Tras su regreso, en la edición de 2005 su nombre oficial fue Recopa Fox Sports Sudamericana, desde la edición 2006 hasta la de 2008, Recopa Visa Sudamericana, desde la edición 2012 hasta la de 2016, Recopa Santander Sudamericana, y desde el 2017 hasta la actualidad, Conmebol Recopa Sudamericana Santander.

## Historial
En esta lista se enumeran todos los campeones desde 1989 a la actualidad:
| Año                 | Campeón                                  | Final Resultados | Subcampeón | Sedes de la final |
| Recopa Sudamericana | Recopa Sudamericana                      | Recopa Sudamericana | Recopa Sudamericana | Recopa Sudamericana |
| ------------------- | ---------------------------------------- | --- | --- | --- |
| 1989                | Nacional (CL) (1) Uruguay                | 1:0 0:0 | Racing Club (SS) Argentina                                                                                               | Estadio Centenario, Montevideo Estadio José Amalfitani, Buenos Aires                                                     |
| 1990                | Boca Juniors (SS) (1) Argentina          | 1:0 | Atlético Nacional (CL) Colombia                                                                                          | Estadio Orange Bowl, Miami                                                                                               |
| 1991                | Olimpia (CL) (SS) (1) Paraguay           | Olimpia fue declarado campeón automáticamente al haber ganado la Copa Libertadores 1990 y la Supercopa Sudamericana 1990 | Olimpia fue declarado campeón automáticamente al haber ganado la Copa Libertadores 1990 y la Supercopa Sudamericana 1990 | Olimpia fue declarado campeón automáticamente al haber ganado la Copa Libertadores 1990 y la Supercopa Sudamericana 1990 |
| 1992                | Colo-Colo (CL) (1) Chile                 | 0:0 (5:4 pen.) | Cruzeiro (SS) Brasil | Estadio Conmemorativo de la Universiada, Kōbe                                                                            |
| 1993                | São Paulo (CL) (1) Brasil                | 0:0 0:0 (4:2 pen.) | Cruzeiro (SS) Brasil | Estadio de Morumbi, São Paulo Estadio Mineirão, Belo Horizonte                                                           |
| 1994                | São Paulo (CL) (SS) (2) Brasil           | 3:1 | Botafogo (CC) Brasil | Estadio Conmemorativo de la Universiada, Kōbe                                                                            |
| 1995                | Independiente (SS) (1) Argentina         | 1:0 | Vélez Sarsfield (CL) Argentina                                                                                           | Estadio Olímpico, Tokio                                                                                                  |
| 1996                | Grêmio (CL) (1) Brasil                   | 4:1 | Independiente (SS) Argentina                                                                                             | Estadio Conmemorativo de la Universiada, Kōbe                                                                            |
| 1997                | Vélez Sarsfield (SS) (1) Argentina       | 1:1 (4:2 pen.) | River Plate (CL) Argentina                                                                                               | Estadio Conmemorativo de la Universiada, Kōbe                                                                            |
| 1998                | Cruzeiro (CL) (1) Brasil                 | 2:0 3:0 | River Plate (SS) Argentina                                                                                               | Estadio Mineirão, Belo Horizonte Estadio Monumental, Buenos Aires                                                        |
| 2003                | Olimpia (CL) (2) Paraguay                | 2:0 | San Lorenzo (CS) Argentina                                                                                               | Coliseo Conmemorativo, Los Ángeles                                                                                       |
| 2004                | Cienciano (CS) (1) Perú                  | 1:1 (4:2 pen.) | Boca Juniors (CL) Argentina                                                                                              | Estadio Lockhart, Fort Lauderdale                                                                                        |
| 2005                | Boca Juniors (CS) (2) Argentina          | 3:1 1:2 | Once Caldas (CL) Colombia                                                                                                | Estadio La Bombonera, Buenos Aires Estadio Palogrande, Manizales                                                         |
| 2006                | Boca Juniors (CS) (3) Argentina          | 2:1 2:2 | São Paulo (CL) Brasil | Estadio La Bombonera, Buenos Aires Estadio de Morumbi, São Paulo                                                         |
| 2007                | Internacional (CL) (1) Brasil            | 1:2 4:0 | Pachuca (CS) México | Estadio Hidalgo, Pachuca de Soto Estadio Beira-Rio, Porto Alegre                                                         |
| 2008                | Boca Juniors (CL) (4) Argentina          | 3:1 2:2 | Arsenal (CS) Argentina                                                                                                   | Estadio El Cilindro, Avellaneda Estadio La Bombonera, Buenos Aires                                                       |
| 2009                | Liga de Quito (CL) (1) Ecuador           | 1:0 3:0 | Internacional (CS) Brasil                                                                                                | Estadio Beira-Rio, Porto Alegre Estadio Casa Blanca, Quito                                                               |
| 2010                | Liga de Quito (CS) (2) Ecuador           | 2:1 0:0 | Estudiantes (CL) Argentina                                                                                               | Estadio Casa Blanca, Quito Estadio Centenario, Quilmes                                                                   |
| 2011                | Internacional (CL) (2) Brasil            | 1:2 3:1 | Independiente (CS) Argentina                                                                                             | Estadio Libertadores de América, Avellaneda Estadio Beira-Rio, Porto Alegre                                              |
| 2012                | Santos (CL) (1) Brasil                   | 0:0 2:0 | Universidad de Chile (CS) Chile                                                                                          | Estadio Nacional, Santiago Estadio de Pacaembu, São Paulo                                                                |
| 2013                | Corinthians (CL) (1) Brasil              | 2:1 2:0 | São Paulo (CS) Brasil | Estadio de Morumbi, São Paulo Estadio de Pacaembu, São Paulo                                                             |
| 2014                | Atlético Mineiro (CL) (1) Brasil         | 1:0 4:3 (pró.) | Lanús (CS) Argentina | Estadio Néstor Díaz Pérez, Lanús Estadio Mineirão, Belo Horizonte                                                        |
| 2015                | River Plate (CS) (1) Argentina           | 1:0 | San Lorenzo (CL) Argentina                                                                                               | Estadio Monumental, Buenos Aires Estadio Nuevo Gasómetro, Buenos Aires                                                   |
| 2016                | River Plate (CL) (2) Argentina           | 0:0 2:1 | Santa Fe (CS) Colombia                                                                                                   | Estadio El Campín, Bogotá Estadio Monumental, Buenos Aires                                                               |
| Conmebol Recopa     |                                          | | | |
| 2017                | Atlético Nacional (CL) (1) Colombia      | 1:2 4:1 | Chapecoense (CS) Brasil                                                                                                  | Arena Condá, Chapecó Estadio Atanasio Girardot, Medellín                                                                 |
| 2018                | Grêmio (CL) (2) Brasil                   | 1:1 0:0 (5:4 pen.) | Independiente (CS) Argentina                                                                                             | Estadio Libertadores de América, Avellaneda Arena do Grêmio, Porto Alegre                                                |
| 2019                | River Plate (CL) (3) Argentina           | 0:1 3:0 | Athletico Paranaense (CS) Brasil                                                                                         | Arena da Baixada, Curitiba Estadio Monumental, Buenos Aires                                                              |
| 2020                | Flamengo (CL) (1) Brasil                 | 2:2 3:0 | Independiente del Valle (CS) Ecuador                                                                                     | Estadio Olímpico Atahualpa, Quito Estadio de Maracaná, Río de Janeiro                                                    |
| 2021                | Defensa y Justicia (CS) (1) Argentina    | 1:2 2:1 (4:3 pen.) | Palmeiras (CL) Brasil | Estadio Norberto Tomaghello, Gobernador Costa Estadio Mané Garrincha, Brasilia                                           |
| 2022                | Palmeiras (CL) (1) Brasil                | 2:2 2:0 | Athletico Paranaense (CS) Brasil                                                                                         | Arena da Baixada, Curitiba Allianz Parque, São Paulo                                                                     |
| 2023                | Independiente del Valle (CS) (1) Ecuador | 1:0 0:1 (5:4 pen.) | Flamengo (CL) Brasil | Estadio Banco Guayaquil, Quito Estadio de Maracaná, Río de Janeiro                                                       |
| 2024                | Fluminense (CL) (1) Brasil               | 0:1 2:0 | Liga de Quito (CS) Ecuador                                                                                               | Estadio Rodrigo Paz Delgado, Quito Estadio de Maracaná, Río de Janeiro                                                   |
| 2025                | Racing Club (CS) (1) Argentina           | 2:0 | Botafogo (CL) Brasil | Estadio El Cilindro, Avellaneda Estadio Nilton Santos, Río de Janeiro                                                    |

Notas:
(pen.) = Tiros desde el punto penal
(pró.) = Prorrogación
     Nombre oficial del torneo.

(CL): Campeón de la Copa Libertadores de América.
(SS): Campeón de la Supercopa Sudamericana.
(CC): Campeón de la Copa Conmebol.
(CS): Campeón de la Copa Sudamericana.

## Palmarés

### Títulos por equipo
| Equipo                  | Títulos | Subcam. | Años campeón           | Años subcampeón  |
| ----------------------- | ------- | ------- | ---------------------- | ---------------- |
| Boca Juniors            | 4       | 1       | 1990, 2005, 2006, 2008 | 2004             |
| River Plate             | 3       | 2       | 2015, 2016, 2019       | 1997, 1998       |
| São Paulo               | 2       | 2       | 1993, 1994             | 2006, 2013       |
| Internacional           | 2       | 1       | 2007, 2011             | 2009             |
| Liga de Quito           | 2       | 1       | 2009, 2010             | 2024             |
| Olimpia                 | 2       | -       | 1991, 2003             | -                |
| Grêmio                  | 2       | -       | 1996, 2018             | -                |
| Independiente           | 1       | 3       | 1995                   | 1996, 2011, 2018 |
| Cruzeiro                | 1       | 2       | 1998                   | 1992, 1993       |
| Vélez Sarsfield         | 1       | 1       | 1997                   | 1995             |
| Atlético Nacional       | 1       | 1       | 2017                   | 1990             |
| Flamengo                | 1       | 1       | 2020                   | 2023             |
| Palmeiras               | 1       | 1       | 2022                   | 2021             |
| Independiente del Valle | 1       | 1       | 2023                   | 2020             |
| Racing Club             | 1       | 1       | 2025                   | 1989             |
| Nacional                | 1       | -       | 1989                   | -                |
| Colo-Colo               | 1       | -       | 1992                   | -                |
| Cienciano               | 1       | -       | 2004                   | -                |
| Santos                  | 1       | -       | 2012                   | -                |
| Corinthians             | 1       | -       | 2013                   | -                |
| Atlético Mineiro        | 1       | -       | 2014                   | -                |
| Defensa y Justicia      | 1       | -       | 2021                   | -                |
| Fluminense              | 1       | -       | 2024                   | -                |
| San Lorenzo             | -       | 2       | -                      | 2003, 2015       |
| Athletico Paranaense    | -       | 2       | -                      | 2019, 2022       |
| Botafogo                | -       | 2       | -                      | 1994, 2025       |
| Once Caldas             | -       | 1       | -                      | 2005             |
| Pachuca                 | -       | 1       | -                      | 2007             |
| Arsenal                 | -       | 1       | -                      | 2008             |
| Estudiantes             | -       | 1       | -                      | 2010             |
| Universidad de Chile    | -       | 1       | -                      | 2012             |
| Lanús                   | -       | 1       | -                      | 2014             |
| Santa Fe                | -       | 1       | -                      | 2016             |
| Chapecoense             | -       | 1       | -                      | 2017             |

### Títulos por país
| País      | Títulos | Subcampeonatos |
| --------- | ------- | -------------- |
| Brasil    | 13      | 12             |
| Argentina | 11      | 13             |
| Ecuador   | 3       | 2              |
| Paraguay  | 2       | 0              |
| Colombia  | 1       | 3              |
| Chile     | 1       | 1              |
| Uruguay   | 1       | 0              |
| Perú      | 1       | 0              |
| México    | 0       | 1              |

### Títulos por competición
| Torneo                                     | Títulos | Subcampeonatos |
| ------------------------------------------ | ------- | -------------- |
| Copa Libertadores                          | 20      | 11             |
| Copa Sudamericana                          | 8       | 15             |
| Supercopa Sudamericana                     | 3       | 5              |
| Copa Libertadores y Supercopa Sudamericana | 2       | 0              |
| Copa Conmebol                              | 0       | 1              |

## Participaciones
Datos actualizados a la Recopa Sudamericana 2025.
| Equipo                  | Participaciones |
| ----------------------- | --------------- |
| Boca Juniors            | 5               |
| River Plate             | 5               |
| São Paulo               | 4               |
| Independiente           | 4               |
| Internacional           | 3               |
| Cruzeiro                | 3               |
| Liga de Quito           | 3               |
| Olimpia                 | 2               |
| Vélez Sarsfield         | 2               |
| San Lorenzo             | 2               |
| Atlético Nacional       | 2               |
| Grêmio                  | 2               |
| Palmeiras               | 2               |
| Athletico Paranaense    | 2               |
| Independiente del Valle | 2               |
| Flamengo                | 2               |
| Racing Club             | 2               |
| Botafogo                | 2               |
| Colo-Colo               | 1               |
| Atlético Mineiro        | 1               |
| Nacional                | 1               |
| Cienciano               | 1               |
| Once Caldas             | 1               |
| Pachuca                 | 1               |
| Arsenal                 | 1               |
| Estudiantes             | 1               |
| Santos                  | 1               |
| Corinthians             | 1               |
| Universidad de Chile    | 1               |
| Lanús                   | 1               |
| Santa Fe                | 1               |
| Chapecoense             | 1               |
| Defensa y Justicia      | 1               |
| Fluminense              | 1               |

## Tabla histórica de puntos
Se toman en cuenta las 31 ediciones desde 1989 hasta 2025. Sin considerar la edición de 1991, dado que Olimpia la ganó en forma automática.
Fuente: Tabla histórica en www.rsssf.com
| Pos. | Club                    | Part. | Títulos | PJ | PG | PE | PP | GF | GC | Dif. | Pts. |
| ---- | ----------------------- | ----- | ------- | -- | -- | -- | -- | -- | -- | ---- | ---- |
| 1    | Boca Juniors            | 5     | 4       | 8  | 4  | 3  | 1  | 15 | 10 | +5   | 15   |
| 2    | River Plate             | 5     | 3       | 9  | 4  | 2  | 3  | 8  | 8  | 0    | 14   |
| 3    | Liga de Quito           | 3     | 2       | 6  | 4  | 1  | 1  | 7  | 3  | +4   | 13   |
| 4    | Cruzeiro                | 3     | 1       | 5  | 2  | 3  | 0  | 5  | 0  | +5   | 9    |
| 5    | Independiente           | 4     | 1       | 6  | 2  | 2  | 2  | 6  | 9  | –3   | 8    |
| 6    | Flamengo                | 2     | 1       | 4  | 2  | 1  | 1  | 6  | 3  | +3   | 7    |
| 7    | Racing Club             | 2     | 1       | 4  | 2  | 1  | 1  | 4  | 1  | +3   | 7    |
| 8    | Palmeiras               | 2     | 1       | 4  | 2  | 1  | 1  | 7  | 5  | +2   | 7    |
| 9    | Corinthians             | 1     | 1       | 2  | 2  | 0  | 0  | 4  | 1  | +3   | 6    |
| 10   | Atlético Mineiro        | 1     | 1       | 2  | 2  | 0  | 0  | 5  | 3  | +2   | 6    |
| 11   | Internacional           | 3     | 2       | 6  | 2  | 0  | 4  | 9  | 9  | 0    | 6    |
| 12   | São Paulo               | 4     | 2       | 7  | 1  | 3  | 3  | 7  | 9  | –2   | 6    |
| 13   | Grêmio                  | 2     | 2       | 3  | 1  | 2  | 0  | 5  | 2  | +3   | 5    |
| 14   | Santos                  | 1     | 1       | 2  | 1  | 1  | 0  | 2  | 0  | +2   | 4    |
| 15   | Nacional                | 1     | 1       | 2  | 1  | 1  | 0  | 1  | 0  | +1   | 4    |
| 16   | Independiente del Valle | 2     | 1       | 4  | 1  | 1  | 2  | 3  | 6  | –3   | 4    |
| 17   | Athletico Paranaense    | 2     | –       | 4  | 1  | 1  | 2  | 3  | 7  | –4   | 4    |
| 18   | Olimpia                 | 2     | 2       | 1  | 1  | 0  | 0  | 2  | 0  | +2   | 3    |
| 19   | Atlético Nacional       | 2     | 1       | 3  | 1  | 0  | 2  | 5  | 4  | +1   | 3    |
| 20   | Fluminense              | 1     | 1       | 2  | 1  | 0  | 1  | 2  | 1  | +1   | 3    |
| 21   | Defensa y Justicia      | 1     | 1       | 2  | 1  | 0  | 1  | 3  | 3  | 0    | 3    |
| 22   | Once Caldas             | 1     | –       | 2  | 1  | 0  | 1  | 3  | 4  | –1   | 3    |
| 23   | Chapecoense             | 1     | –       | 2  | 1  | 0  | 1  | 3  | 5  | –2   | 3    |
| 24   | Pachuca                 | 1     | –       | 2  | 1  | 0  | 1  | 2  | 5  | –3   | 3    |
| 25   | Cienciano               | 1     | 1       | 1  | 1  | 1  | 0  | 1  | 1  | 0    | 1    |
| 26   | Colo-Colo               | 1     | 1       | 1  | 0  | 1  | 0  | 0  | 0  | 0    | 1    |
| 27   | Vélez Sarsfield         | 2     | 1       | 2  | 0  | 1  | 1  | 1  | 2  | –1   | 1    |
| 28   | Estudiantes             | 1     | –       | 2  | 0  | 1  | 1  | 1  | 2  | –1   | 1    |
| 29   | Santa Fe                | 1     | –       | 2  | 0  | 1  | 1  | 1  | 2  | –1   | 1    |
| 30   | Arsenal                 | 1     | –       | 2  | 0  | 1  | 1  | 3  | 5  | –2   | 1    |
| 31   | Universidad de Chile    | 1     | –       | 2  | 0  | 1  | 1  | 0  | 2  | –2   | 1    |
| 32   | Lanús                   | 1     | –       | 2  | 0  | 0  | 2  | 3  | 5  | –2   | 0    |
| 33   | Botafogo                | 2     | –       | 1  | 0  | 0  | 3  | 1  | 7  | –6   | 0    |
| 34   | San Lorenzo             | 2     | –       | 3  | 0  | 0  | 3  | 0  | 4  | –4   | 0    |

## Máximos goleadores
En negrita jugadores activos en un club de Sudamérica.
| \| Pos. \| Jugador \| G. \| P. J. \| Prom. \| Debut \| Equipo \| Otros clubes \| \| ---- \| --------------------- \| -- \| ----- \| ----- \| ----- \| ------------------ \| ----------------- \| \| 1 \| Rodrigo Palacio \| 5 \| 6 \| 0.83 \| 2005 \| Boca Juniors \| \| \| 2 \| Leandro Damião \| 3 \| 2 \| 1.50 \| 2011 \| Internacional \| \| \| 3 \| Geovanni \| 2 \| 2 \| 1.00 \| 1998 \| Cruzeiro \| \| \| = \| Christian Giménez \| 2 \| 2 \| 1.00 \| 2007 \| Pachuca \| \| \| = \| Claudio Bieler \| 2 \| 2 \| 1.00 \| 2009 \| Liga de Quito \| \| \| = \| Hernán Barcos \| 2 \| 2 \| 1.00 \| 2010 \| Liga de Quito \| \| \| = \| Diego Tardelli \| 2 \| 2 \| 1.00 \| 2014 \| Atlético Mineiro \| \| \| = \| Carlos Sánchez \| 2 \| 2 \| 1.00 \| 2015 \| River Plate \| \| \| = \| Andrés Ibargüen \| 2 \| 2 \| 1.00 \| 2017 \| Atlético Nacional \| \| \| = \| Gerson \| 2 \| 2 \| 1.00 \| 2020 \| Flamengo \| \| \| = \| Alexandre Pato \| 2 \| 3 \| 0.67 \| 2007 \| Internacional \| Corinthians \| \| = \| Martín Palermo \| 2 \| 4 \| 0.50 \| 2004 \| Boca Juniors \| \| \| = \| Maximiliano Velázquez \| 2 \| 4 \| 0.50 \| 2011 \| Independiente \| Lanús \| \| = \| Dayro Moreno \| 2 \| 4 \| 0.50 \| 2005 \| Once Caldas \| Atlético Nacional \| \| = \| Braian Romero \| 2 \| 2 \| 0.50 \| 2021 \| Defensa y Justicia \| \| |                       |    |       |       |       |                    |                   |
| Pos. | Jugador               | G. | P. J. | Prom. | Debut | Equipo             | Otros clubes      |
| 1 | Rodrigo Palacio       | 5  | 6     | 0.83  | 2005  | Boca Juniors       |                   |
| 2 | Leandro Damião        | 3  | 2     | 1.50  | 2011  | Internacional      |                   |
| 3 | Geovanni              | 2  | 2     | 1.00  | 1998  | Cruzeiro           |                   |
| = | Christian Giménez     | 2  | 2     | 1.00  | 2007  | Pachuca            |                   |
| = | Claudio Bieler        | 2  | 2     | 1.00  | 2009  | Liga de Quito      |                   |
| = | Hernán Barcos         | 2  | 2     | 1.00  | 2010  | Liga de Quito      |                   |
| = | Diego Tardelli        | 2  | 2     | 1.00  | 2014  | Atlético Mineiro   |                   |
| = | Carlos Sánchez        | 2  | 2     | 1.00  | 2015  | River Plate        |                   |
| = | Andrés Ibargüen       | 2  | 2     | 1.00  | 2017  | Atlético Nacional  |                   |
| = | Gerson                | 2  | 2     | 1.00  | 2020  | Flamengo           |                   |
| = | Alexandre Pato        | 2  | 3     | 0.67  | 2007  | Internacional      | Corinthians       |
| = | Martín Palermo        | 2  | 4     | 0.50  | 2004  | Boca Juniors       |                   |
| = | Maximiliano Velázquez | 2  | 4     | 0.50  | 2011  | Independiente      | Lanús             |
| = | Dayro Moreno          | 2  | 4     | 0.50  | 2005  | Once Caldas        | Atlético Nacional |
| = | Braian Romero         | 2  | 2     | 0.50  | 2021  | Defensa y Justicia |                   |

## Datos y estadísticas
- Olimpia es el único equipo en la historia del fútbol mundial en ganar un torneo internacional sin jugarlo, se adjudicó automáticamente la Recopa Sudamericana en el año 1991, a causa de que en el año 1990 ganó la Copa Libertadores y la Supercopa Sudamericana. Un caso similar fue el de São Paulo en 1994, que ganó ambos torneos, aunque se decidió que jugara contra Botafogo, campeón de la Copa Conmebol.

- La Recopa Sudamericana 1994 jugada entre São Paulo y Botafogo tuvo un hecho anecdótico. Si bien São Paulo se consagró campeón de la Copa Libertadores 1993 y de la Supercopa Sudamericana 1993, debió haberse consagrado campeón automáticamente de la Recopa Sudamericana 1994 (tal como lo había logrado Olimpia, al ganar la Copa Libertadores 1990 y la Supercopa Sudamericana 1990 se consagró automáticamente campeón de la Recopa Sudamericana 1991); pero la Conmebol decidió que São Paulo jugase la Recopa Sudamericana 1994 contra Botafogo, campeón de la Copa Conmebol 1993.

- La Recopa Sudamericana 1998 jugada entre River Plate y Cruzeiro se jugó en 1999. Esta edición que debió haberse jugado en 1998 se jugó al año siguiente en el Grupo A de la Copa Mercosur 1999, el hecho se produjo debido a que ambos clubes coincidían en el mismo grupo, y la CONMEBOL decidió que el campeón sería el ganador en el resultado global de esos partidos en la fase de grupos, en caso de quedar igualada la serie no habrían penales, quedando inconclusa sin campeón.[8]

- El ecuatoriano Gonzalo Chila-Cheme participó en la Recopa Sudamericana 2010 con identidad adulterada.

- La final que ha tenido más goles fue entre Boca Juniors y Arsenal de Sarandí en la Recopa Sudamericana 2008, marcándose 8 goles, 5 de Boca y 3 para Arsenal. Esta cantidad de goles fue igualada en la Recopa Sudamericana 2014 que enfrentó a Atlético Mineiro y Lanús, con 5 y 3 goles respectivamente y en la Recopa Sudamericana 2017 entre Atlético Nacional y Chapecoense también con 5 y 3 goles respectivamente.

- Las finales más desiguales son: La disputada entre el Cruzeiro y River Plate con resultado global de 5-0 en la edición 1998; y la que jugaron Liga de Quito frente al Internacional, con resultado global de 4-0 en la edición 2009.

- El gol más rápido fue convertido por Dayro Moreno, jugador de Atlético Nacional, al minuto 1 en la Recopa Sudamericana 2017, poniendo el primer tanto por el cotejo de vuelta en el Estadio Atanasio Girardot contra Chapecoense.

- Como antes la Recopa se disputaba en cancha neutral, el campeón se consagraba como tal fuera de Sudamérica, ya sea en Japón o Estados Unidos. Pero en las Recopas que se jugaron de local y visitante, casi siempre ha quedado campeón el equipo que va al partido de vuelta como local, consagrándose campeón en su propia cancha. Únicamente River Plate, Boca Juniors, Inter de Porto Alegre, Atlético Mineiro, Liga de Quito, Defensa y Justicia e Independiente del Valle han sido los equipos en salir campeón en canchas ajenas (dieron la vuelta olímpica).

- Los únicos equipos que han sido campeones dos veces consecutivas son el São Paulo, Boca Juniors, Liga de Quito y River Plate.

- Independiente, River Plate, Boca Juniors, São Paulo, Internacional, Liga de Quito y Racing Club han sido los únicos equipos en salir campeones en los tres torneos continentales vigentes: Copa Libertadores, Copa Sudamericana y Recopa Sudamericana. Por su parte, Olimpia y Vélez Sarsfield también ganaron tres torneos de Conmebol: Copa Libertadores, Recopa Sudamericana y la descontinuada Supercopa Sudamericana, considerada una de las cuatro precursoras de la actual Copa Sudamericana.

- Internacional, River Plate e Independiente han sido los únicos equipos en salir campeones en los cuatro actuales torneos de la Conmebol: Copa Libertadores, Copa Sudamericana, Recopa Sudamericana y Copa Suruga Bank.

- Jonatan Maidana es el jugador que más veces ha ganado la Recopa Sudamericana, 4 veces: en 2006 y 2008 con Boca Juniors y en 2015 y 2016 con River Plate.

- La Recopa Sudamericana 1995 entre Independiente contra Vélez Sarsfield se iba a disputar en Kōbe pero un terremoto sacudió parte de esta ciudad e hizo que cambiara de sede para la Recopa esta vez fue en Tokio

- La Recopa Sudamericana se jugó consecutivamente desde 1989 hasta 1998 entre el campeón de la Copa Libertadores y el campeón de la Supercopa Sudamericana, pero dejó de jugarse desde 1999 hasta el 2002, y luego volvió a jugarse desde el 2003 hasta la actualidad entre el campeón de la Copa Libertadores y el campeón de la Copa Sudamericana. Este hecho se produjo debido a que la Conmebol decidió eliminar la Supercopa Sudamericana, para dar paso a otros dos torneos los cuales fueron la Copa Merconorte y la Copa Mercosur, ambos torneos se jugaron desde 1998 hasta el 2001 (en el primero participaban clubes de Bolivia, Colombia, Ecuador y Perú; pero luego se unieron clubes de México, Estados Unidos y Costa Rica. Y en el segundo sólo participaban clubes de los países del Cono Sur: Argentina, Brasil, Chile, Paraguay y Uruguay). Fue por este motivo que la Recopa Sudamericana dejó de jugarse por un tiempo debido a que la Conmebol nunca estableció una norma si los campeones de la Copa Libertadores, la Copa Merconorte y la Copa Mercosur podían jugar entre sí un triangular final, o si el campeón de la Copa Merconorte y el campeón de la Copa Mercosur tenían que enfrentarse entre sí y el vencedor de ese encuentro recién jugaría la Recopa Sudamericana contra el campeón de la Copa Libertadores.

- Marcelo Gallardo es el DT más ganador del torneo con tres conquistas (ediciones 2015, 2016 y 2019) todas con  River Plate.

- Los encuentros entre Grêmio e Independiente y Flamengo e Independiente del Valle son los duelos que se repitieron por una final de Recopa Sudamericana ya que se enfrentaron por las ediciones de 1996, 2018 y 2020, 2023 respectivamente.

- Independiente del Valle, Cienciano, Defensa y Justicia son los únicos equipos campeones de la Recopa Sudamericana que no han sido campeones de la Copa Libertadores a diferencia del resto de los equipos, ya que disputaron sus respectivas finales como campeones de la Copa Sudamericana.

## Ceremonia de entrega
La entrega del trofeo se ha realizado solamente en siete países y dieciséis ciudades. Estos han sido:
| Países         | Ceremonias de entrega | Años                                                                                |
| -------------- | --------------------- | ----------------------------------------------------------------------------------- |
| Brasil         | 14                    | 1993, 2006, 2007, 2011, 2012, 2013, 2014, 2018, 2020, 2021, 2022, 2023, 2024 y 2025 |
| Argentina      | 7                     | 1989, 1998, 2008, 2010, 2015, 2016 y 2019                                           |
| Japón          | 5                     | 1992, 1994, 1995, 1996 y 1997                                                       |
| Estados Unidos | 3                     | 1990, 2003 y 2004                                                                   |
| Colombia       | 2                     | 2005 y 2017                                                                         |
| Paraguay       | 1                     | 1991                                                                                |
| Ecuador        | 1                     | 2009                                                                                |

| Ciudades        | Ceremonias de entrega | Años                                |
| --------------- | --------------------- | ----------------------------------- |
| Buenos Aires    | 6                     | 1989, 1998, 2008, 2015, 2016 y 2019 |
| Kōbe            | 4                     | 1992, 1994, 1996, 1997              |
| Río de Janeiro  | 4                     | 2020, 2023, 2024 y 2025             |
| São Paulo       | 4                     | 2006, 2012, 2013, 2022              |
| Porto Alegre    | 3                     | 2007, 2011, 2018                    |
| Belo Horizonte  | 2                     | 1993, 2014                          |
| Miami           | 1                     | 1990                                |
| Asunción        | 1                     | 1991                                |
| Tokio           | 1                     | 1995                                |
| Los Ángeles     | 1                     | 2003                                |
| Fort Lauderdale | 1                     | 2004                                |
| Manizales       | 1                     | 2005                                |
| Quito           | 1                     | 2009                                |
| Quilmes         | 1                     | 2010                                |
| Medellín        | 1                     | 2017                                |
| Brasilia        | 1                     | 2021                                |

- Datos actualizados a la Recopa Sudamericana 2025.

## Redes sociales
La Confederación Sudamericana de Fútbol recientemente abrió la cuenta oficial en Twitter de la Recopa Sudamericana, uniéndose así a uno más de los torneos oficiales de la Conmebol con su propia red social.